# Live in New York (Laurie Anderson)
Live in New York è un album live doppio di Laurie Anderson che comprende sia brani di repertorio, sia brani del tutto nuovi.
Tutte le musiche e i testi sono di Laurie Anderson, salvo quanto indicato nelle parentesi.

## Tracce
CD1
1. Here with You
2. Statue of Liberty
3. Let X=X
4. Sweaters
5. My Compensation
6. Washington Street
7. Pieces and Parts
8. Strange Angels
9. Dark Angel

CD2
1. Wildebeests
2. One Beautiful Evening
3. Poison (Anderson, Brian Eno)
4. Broken
5. Progress (a.k.a. The Dream Before)
6. Animals (David Byrne)
7. Life on a String
8. Beginning French
9. O Superman
10. Slip Away
11. White Lily
12. Puppet Motel (Anderson, Brian Eno)
13. Love Among the Sailors
14. Coolsville